# 彭端遇
彭端遇（1488年—？），原名彭遇，字時可，號中石，廣東廣州府順德縣人，軍籍，明朝政治人物。

## 生平
正德五年（1510年）庚午科廣東鄉試第六名。嘉靖八年（1529年），登會試第八十九名，廷試三甲第四十一名進士。官至直隸休寧縣知縣。

## 詩作
- 《浴日亭》[3]

彌明道士羅浮來，夜半重登浴日臺。
山月影隨藤杖去，菊花香伴酒杯開。
鯉魚風落南溟小，鐵狗雲深北嶺嵬。
莫謂韓蘇人已遠，手碑猶自未封苔。

## 家族
曾祖彭德；祖父彭永吉；父彭瓘，曾任壽官。母林氏。永感下。